# Selendeta
Selendeta (łac. Selendetensis) – stolica historycznej diecezji we Cesarstwie rzymskim w prowincji Byzacena, współcześnie w północnej Tunezji. Obecnie katolickie biskupstwo tytularne. Od 1999 biskupstwo to obejmuje Grzegorz Balcerek, biskup pomocniczy poznański.

## Biskupi tytularni
| Lp. | Biskup                 | Funkcja                                  | Od                | Do              | Uwagi                         |
| --- | ---------------------- | ---------------------------------------- | ----------------- | --------------- | ----------------------------- |
| 1   | Adolfo Ciuchini O.de.M | biskup senior Alghero (Włochy)           | 7 stycznia 1967   | 3 grudnia 1970  | zrezygnował                   |
| 2   | Atilano Vidal Núñez    | biskup pomocniczy Rosario (Argentyna)    | 5 kwietnia 1972   | 24 maja 1985    | mianowany biskupem Santa Rosa |
| 3   | Louis Kébreau SDB      | biskup pomocniczy Port-au-Prince (Haiti) | 25 listopada 1986 | 30 czerwca 1998 | mianowany biskupem Hinche     |
| 4   | Grzegorz Balcerek      | biskup pomocniczy poznański              | 24 kwietnia 1999  |                 |                               |